# Галбена
Галбена (рум. Galbena) — село у повіті Алба в Румунії. Входить до складу комуни Арієшень.
Село розташоване на відстані 346 км на північний захід від Бухареста, 78 км на північний захід від Алба-Юлії, 74 км на південний захід від Клуж-Напоки, 139 км на північний схід від Тімішоари.

## Населення
За даними перепису населення 2002 року у селі проживали 211 осіб, усі — румуни. Усі жителі села рідною мовою назвали румунську.